# 카스텔베테레술칼로레
카스텔베테레술칼로레(이탈리아어: Castelvetere sul Calore)는 이탈리아 캄파니아주 아벨리노도의 코무네다.